# Anyi
Anyi, nazywani także Agni – lud afrykański w Afryce Zachodniej, zamieszkujący głównie Wybrzeże Kości Słoniowej. Posługują się językiem anyin, zaliczanym do języków kwa. Ich populację szacuje się na ponad 1,5 mln.
W połowie XVIII w. Agni zostali wygnani przez Aszanti z Ghany, przez co wyemigrowali na zachód. Ich zajęciem jest głównie rolnictwo. Uprawiają ignam, maniok i banany, oraz w celach zarobkowych kawę i kakao.